# Cuore solitario
Cuore solitario (The Hasty Heart) è un film del 1949 diretto da Vincent Sherman.

## Riconoscimenti
- Golden Globe 1950
  - Golden Globe per il miglior film promotore di Amicizia Internazionale
  - miglior attore debuttante (Richard Todd)